# Bergsiska
Bergsiska (Chrysocorythus estherae) är en sydostasiatisk fågel i familjen finkar inom ordningen tättingar.

## Utseende och läte
Bergsiskan är inom sitt utbredningsområde unik med kombinationen tjock, konformad och något böjd näbb, gula vingband på svarta vingar, gul övergump och streckad undersida. Vidare syns brun rygg, en vitaktig ögonring och olika mängd inslag av gult i ansiktet och på strupen. En obeskrivd population på nordcentrala Sulawesi har dock istället rödorange. Mindanaosiskan, ofta behandlad som underart (se nedan), har mer gult undertill och kortare näbb.
Sången beskrivs som en kort klingande drill, inledd med en till fyra hårdare toner. Bland de dokumenterade lätena hörs ett metalliskt "twit-twit-twit” och ett tvåtonigt "tit-twit”.

## Levnadssätt
Bergsiskan är en sällsynt fågel begränsad till bergstoppar. Där förekommer den från skogsområden upp till öppna områden med buskar och gräs över trädgränsen. Den födosöker ofta tystlåtet i tät växtlighet, men kan ibland avslöja sin närvaro i flitigt lockande överflygande flockar.

## Utbredning och systematik
Bergsiskan förekommer i bergstrakter i Indonesien och delas numera vanligen in i fyra underarter med följande utbredning:
- Chrysocorythus estherae – norra Sumatra
- Chrysocorythus estherae – västra Java
- Chrysocorythus estherae – bergsskedjan Tengger på sydcentrala Java
- Chrysocorythus estherae – Sulawesi

Tidigare inkluderades mindanaosiska (C. mindanensis) i arten men urskiljs numera vanligen som egen art.

### Släktestillhörighet
Arten placerades tidigare i släktet Serinus, men genetiska studier visar att arten snarare är närmare släkt med Carduelis, dock tillräckligt avlägset för att placeras i ett eget släkte.

## Status och hot
Arten har ett stort utbredningsområde, men tros minska i antal, dock inte tillräckligt kraftigt för att den ska betraktas som hotad. Internationella naturvårdsunionen IUCN listar arten som livskraftig (LC).

## Namn
Fågelns vetenskapliga artnamn hedrar Esther Finsch, dotter till den tyska ornitologen Otto Finsch som beskrev arten 1902.